# Minhas Canções na Voz de André Valadão
Minhas Canções na Voz de André Valadão é um álbum de estúdio do cantor brasileiro André Valadão, lançado em setembro de 2010. O disco foi produzido por Ruben di Souza e o projeto gráfico foi feito pela Imaginar Design. Com o trabalho, André foi indicado em quatro categorias no Troféu Promessas, além de receber simbólicos disco de ouro e platina.[carece de fontes?]
A obra recebeu, em geral, comentários positivos da mídia especializada. Para o Super Gospel, Minhas Canções na Voz de André Valadão é um álbum basicamente pop, com a responsabilidade do produtor Ruben di Souza em trazer os elementos musicais para as letras de R. R. Soares e resultou num dos melhores discos de 2010. O guia discográfico do O Propagador atribuiu 3,5 estrelas para o disco, afirmando que "se as letras de R. R. Soares não soassem tão infantis e fracas, seria um dos melhores discos de André". O Casa Gospel reproduziu uma citação de André, dizendo que o disco está "mais pop do que nunca".
| Críticas profissionais | Críticas profissionais |
| Avaliações da crítica  | Avaliações da crítica  |
| Fonte                  | Avaliação              |
| ---------------------- | ---------------------- |
| O Propagador           | [ 2 ]                  |
| Super Gospel           | (favorável)            |
| Casa Gospel            | (favorável)            |

## Faixas
Todas as faixas escritas e compostas por R. R. Soares, André Valadão e Ruben di Souza. 
| N.º | Título                 | Duração |  |
| 1.  | "Até Quando?"          | 5:14    |  |
| 2.  | "Parte de Ti"          | 4:05    |  |
| 3.  | "Acontece"             | 6:08    |  |
| 4.  | "Como Posso Me Calar"  | 3:59    |  |
| 5.  | "Um Homem de Bem"      | 4:20    |  |
| 6.  | "O Verbo"              | 5:02    |  |
| 7.  | "Santidade"            | 4:34    |  |
| 8.  | "Tua Palavra"          | 3:54    |  |
| 9.  | "Eu bem Sei"           | 3:46    |  |
| 10. | "Ele Reina sobre Tudo" | 4:35    |  |

## Videoclipes
1. Até quando - gravado em Agosto de 2010, antes do lançamento do CD.[carece de fontes?]